# Valeria Spälty
Valeria Spälty (n. 24 iunie 1983, Glarus⁠(d), Cantonul Glarus, Elveția) este o jucătoare de curl ce a reprezentat Elveția, medaliată olimpică. A participat la o ediție a Jocurilor Olimpice (2006) în care a câștigat o medalie de argint.

## Participări
Lista de mai jos prezintă principalele competiții la care a participat Valeria Spälty de-a lungul carierei.
- Curling ai XX Giochi olimpici invernali[*]